# Histricògnats
Els histricògnats (Hystricognathi) són un infraordre de rosegadors. Es distingeixen d'altres rosegadors per l'estructura òssia dels seus cranis. El masseter medial (un múscul de la mandíbula) passa parcialment pel forat infraorbitari i es connecta amb l'os a la banda oposada. Això, juntament amb la seva manca de placa infraorbitària i la mida relativa del forat infraorbitari, distingeix els histricomorfs d'altres grups de rosegadors.
Les 16 famílies vivents que formen els histricògnats es divideixen en dos parvordres, els fiomorfs i els caviomorfs. Els caviomorfs viuen principalment a Sud-amèrica, amb algunes poques espècies vivint a Nord-amèrica, mentre que els fiomorfs viuen al Vell Món.

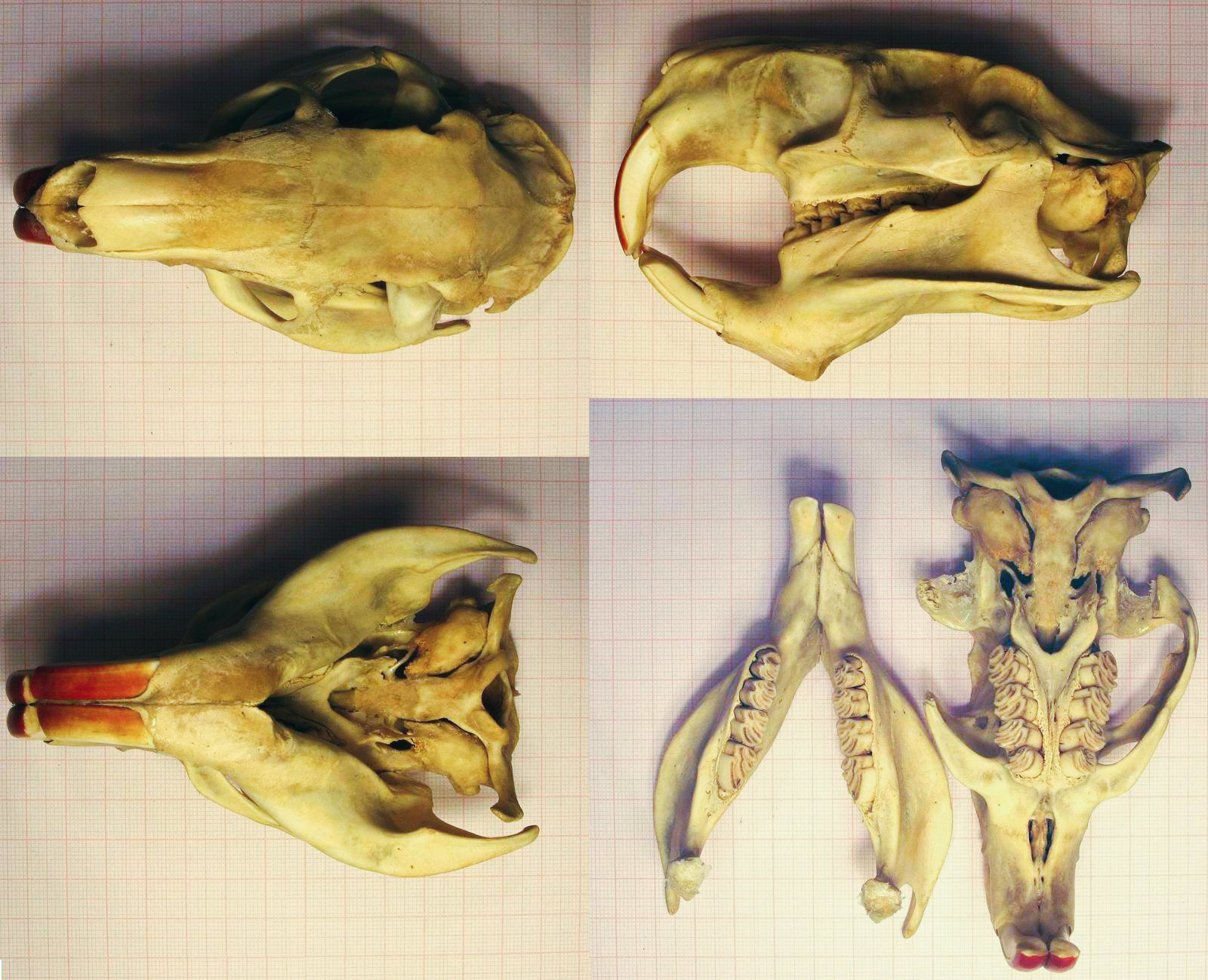
Crani de Coipú on es pot observar la forma de la mandíbula inferior histricògnata i el sistema zigomassetèric histricomorf

## Comportament
S'ha observat el comportament del joc en set famílies amb histricògnats. Els caviomorfs es persegueixen entre ells, lluitant i galopant. Les espècies de potes més llargues persegueixen més sovint que les espècies potes més curtes. També giren els caps i els músculs del cos com una forma de joc.

## Taxonomia
La següent classificació taxonòmica dels histricògnats inclou les famílies extintes conegudes.
- Baluchimyinae †
- Parvordre Caviomorpha
  - Superfamília Cavoiidea
    - Caviidae
    - Cephalomyidae †
    - Cuniculidae
    - Dasyproctidae
    - Dinomyidae
    - Eocardiidae †

  - Superfamília Chinchilloidea
    - Abrocomidae
    - Chinchillidae
    - Neoepiblemidae †

  - Superfamília Erethizontoidea
    - Erethizontidae

  - Superfamília Octodontoidea
    - Capromyidae
    - Ctenomyidae
    - Echimyidae
    - Heptaxodontidae †
    - Myocastoridae
    - Octodontidae
- Parvordre Phiomorpha
  - Bathyergidae
  - Bathyergoididae †
  - Diamantomyidae †
  - Heterocephalidae
  - Hystricidae
  - Kenyamyidae †
  - Myophiomyidae †
  - Petromuridae
  - Phiomyidae †
  - Thryonomyidae